# Albysjön (Tyresö)
Albysjön er en sø i Tyresö kommun, i landskapet Södermanland i Sverige, og den er en del af Tyresåns søsystem.
Søens tilløb kommer hovedsagelig gennem Tyresö-Flaten via Nyfors, Grändalssjön og Fnyskbäcken. Udløb går til Kalvfjärden i Østersøen via de to floder Fatburen og Follbrinkströmmen, og Uddby kvarn.
Søen er kraftigt tilgroet, men dens fosforværdier er aftaget siden slutningen af 1970'erne, da rensningsanlægget i Tyresån-vassdraget blev afløst af Henriksdals vattenreningsverk i Nacka.